# Iain Duff
Iain S. Duff (Glasgow) é um matemático e cientista da computação britânico. É conhecido por seu trabalho em análise numérica e software para resolver problemas com matrizes esparsas, em particular a Harwell Subroutine Library. De 1986 a 2009 foi o lider do grupo de análise numérica do Atomic Energy Research Establishment (Harwell Laboratory), que foi movido em 1990 para o Rutherford Appleton Laboratory.